# Antiguo Seminario Mayor de Burgos
El antiguo Seminario Mayor de Burgos es un edificio construido en las faldas del cerro del Castillo, frente al Solar del Cid   y al monumento al Empecinado, en la calle Fernán González de la capital burgalesa. Se encuentra en el Camino de Santiago a su paso por la ciudad y fue inaugurado por Franco en 1961. Ante la falta de vocaciones religiosas y lo costoso de su mantenimiento, el Arzobispado de Burgos vendió el edificio en 1999. El edificio y su recinto ocupan el solar de lo que fue el antiguo cementerio de Burgos, justo antes de la apertura del actual cementerio de San José.
De estilo neo-escurialense, consta de tres partes bien delimitadas: ala este, parte central y ala oeste:
- El ala este está ocupada por un hotel de cuatro estrellas de una conocida cadena hotelera.
- La parte central cuenta con una espectacular portada decorada con mosaicos neobizantinos de temática religiosa. Las edificaciones centrales del edificio albergaron el Palacio de congresos "Yacimientos Atapuerca" y posteriormente, en 2006, se inauguraron las instalaciones de la Universidad Isabel I.[2]
- En cuanto al ala oeste, la más cercana al arco de San Martín y a la muralla medieval de la ciudad, carece por ahora de un uso definido y adolece de una conservación inadecuada. Actualmente, la Universidad Isabel I tiene intención de rehabilitar ese ala del edificio para ampliar sus instalaciones.